# Bodilpriset för bästa danska film
Bodilpriset för bästa danska film delas ut av Danske Filmkritikere (tidigare Filmmedarbejderforeningen) och instiftades 1948. Kommittén som delar ut priset, kan avstå från att dela ut det om det inte finns några värdiga filmer. Det har skett en gång, 1974. Det kan också delas ut till flera filmer, vilket gjordes 1955.

## 1940-talet
- 1948 – Soldaten och Jenny av Johan Jacobsen
- 1949 – Med livet som insats av Bodil Ipsen och Lau Lauritzen

## 1950-talet
- 1950 –  Susanne av Torben Anton Svendsen
- 1951 – Café Paradis av Bodil Ipsen och Lau Lauritzen
- 1952 – Det sande ansigt av Bodil Ipsen och Lau Lauritzen
- 1953 – Kärlekskarusell av Erik Balling
- 1954 – Farlig ungdom av Lau Lauritzen
- 1955 – Ordet av Carl Theodor Dreyer och Våldtaget land av Sven Methling
- 1956 – Amor i fara av Torben Anton Svendsen
- 1957 – Ingen tid til kærtegn av Annelise Hovmand
- 1958 – Natt i Nyhavn av Palle Kjærulff-Schmidt och Robert Sasskin
- 1959 – En främling knackar på av Johan Jacobsen

## 1960-talet
- 1960 – Vi är tokiga allihop av Sven Methling
- 1961 – Frihetskämpar av Edvin Tiemroth och Anker Sørensen
- 1962 – Harry och kammartjänaren av Bent Christensen
- 1963 – Weekend av Palle Kjærulff-Schmidt
- 1964 – Gata utan slut av Mogens Vemmer
- 1965 – Gertrud av Carl Th. Dreyer
- 1966 – Slå först Freddie! av Erik Balling
- 1967 – Svält av Henning Carlsen
- 1968 – Människor möts och ljuv musik uppstår i hjärtat av Henning Carlsen
- 1969 – Balladen om Carl-Henning av Lene och Sven Grønlykke

## 1970-talet
- 1970 – Midt i en jazztid av Knud Leif Thomsen
- 1971 – Ang.: Lone av Franz Ernst
- 1972 – Den forsvundne fuldmægtig av Gert Fredholm
- 1973 – Flugten av Hans Kristensen
- 1974 -
- 1975 – Lars-Ole 5.c av Nils Malmros
- 1976 – Den korte sommer av Edward Fleming
- 1977 – Drenge av Nils Malmros
- 1978 – Mig og Charly av Morten Arnfred och Henning Kristiansen
- 1979 – Honning Måne av Bille August

## 1980-talet
- 1980 – Johnny Larsen av Morten Arnfred
- 1981 – Jeppe på bjerget av Kaspar Rostrup
- 1982 – Gummi Tarzan av Søren Kragh-Jacobsen
- 1983 – Der er et yndigt land av Morten Arnfred
- 1984 – Skønheden og udyret av Nils Malmros
- 1985 – Forbrydelsens element av Lars von Trier
- 1986 – Manden i månen av Erik Clausen
- 1987 – Flamberede hjerter av Helle Ryslinge
- 1988 – Pelle Erövraren av Bille August
- 1989 – Skyggen af Emma av Søren Kragh-Jacobsen

## 1990-talet
- 1990 – Dansen med Regitze av Kaspar Rostrup
- 1991 – Lad isbjørnene danse av Birger Larsen
- 1992 – Europa av Lars von Trier
- 1993 – Kærlighedens smerte av Nils Malmros
- 1994 – De frigjorte av Erik Clausen
- 1995 – Riket av Lars von Trier
- 1996 – Menneskedyret av Carsten Rudolf
- 1997 – Breaking the Waves av Lars von Trier
- 1998 – Let's Get Lost av Jonas Elmer
- 1999 – Festen av Thomas Vinterberg

## 2000-talet
- 2000 – Den eneste ene av Susanne Bier
- 2001 – Bänken (Dansk titel: Bænken) av Per Fly
- 2002 – En kærlighedshistorie av Ole Christian Madsen
- 2003 – Älskar dig för evigt av Susanne Bier
- 2004 – Dogville av Lars von Trier
- 2005 – Den tredje makten av Nikolaj Arcel
- 2006 – Dråpet (Dansk titel: Drabet) av Per Fly
- 2007 – En såpa av Pernille Fischer Christensen
- 2008 – Konsten att gråta i kör av Peter Schønau Fog
- 2009 – Fruktansvärt lycklig av Henrik Ruben Genz

## 2010-talet
- 2010 – Antichrist av Lars von Trier
- 2011 – R av Tobias Lindholm och Michael Noer
- 2012 – Melancholia av Lars von Trier
- 2013 – Kapningen av Tobias Lindholm
- 2014 – Jakten av Thomas Vinterberg
- 2015 – Stilla hjärta av Bille August
- 2016 – Under sanden av Martin Zandvliet
- 2017 – I blodet av Rasmus Heisterberg
- 2018 – Winter Brothers av Hlynur Pálmason
- 2019 – Holiday av Isabella Eklöf

## 2020-talet
- 2020 – Hjärter dam av May el-Toukhy
- 2021 – En runda till av Thomas Vinterberg